# Teuchestes sinofraternus
Teuchestes sinofraternus är en skalbaggsart som beskrevs av Dellacasa och Johnson 1983. Teuchestes sinofraternus ingår i släktet Teuchestes och familjen Aphodiidae. Inga underarter finns listade i Catalogue of Life.